# Protocreopsis
Protocreopsis — рід грибів родини Bionectriaceae. Назва вперше опублікована 1977 року.

## Класифікація
Згідно з базою MycoBank до роду Protocreopsis відносять 16 офіційно визнаних видів:
- Protocreopsis albofimbriata
- Protocreopsis bromeliicola
- Protocreopsis caricicola
- Protocreopsis foliicola
- Protocreopsis freycinetiae
- Protocreopsis fusigera
- Protocreopsis javanica
- Protocreopsis korfii
- Protocreopsis musicola
- Protocreopsis palmicola
- Protocreopsis pertusa
- Protocreopsis pertusoides
- Protocreopsis phormiicola
- Protocreopsis scitula
- Protocreopsis viridis
- Protocreopsis zingibericola